# Crocus scharojanii
Crocus scharojanii là một loài thực vật có hoa trong họ Diên vĩ. Loài này được Rupr. miêu tả khoa học đầu tiên năm 1868.